# XXXI Premis de la Unión de Actores
La XXXI edició dels Premis de la Unión de Actores va tenir lloc al Circo Price de Madrid el 13 de març de 2023 per a premiar l'excel·lència en interpretacions en cinema, televisió i teatre espanyol de l'any 2022. Les nominacions foren anunciades el 31 de gener de 2023. El 7 de març es va anunciar l'atorgament del Premi a Tota una vida a l'actriu Lola Herrera pel conjunt de la seva trajectòria i la Menció d'Honor Mujeres en Unión al Ministeri d'Igualtat d'Espanya per la seva defensa dels drets de la dona i en particular per l'elaboració de la Llei per la igualtat real i efectiva de les persones trans i per a la garantia dels drets de les persones LGTBI. La cerimònia fou dirigida per José Padilla i conduïda per l'actor Cristóbal Suárez i les actrius Almudena Puyo i Lucía Trentini. Els grans guanyadors de la nit foren els actors relacionats amb les pel·lícules As bestas i Cinco lobitos, i Ana de Armas va rebre el premi a la millor producció internacional, tot i que no hi va assistir.

## Guanyadors i nominats

### Premi a Tota una vida
- Lola Herrera

### Menció d'Honor Mujeres en Unión
- Ministeri d'Igualtat d'Espanya

### Cinema
| Millor actor protagonista                                                                             | Millor actriu protagonista                                                                                  |
| --- | --- |
| - Denis Ménochet — As bestas - Javier Gutiérrez — Modelo 77 - Miguel Herrán — Modelo 77               | - Laia Costa — Cinco lobitos - Bárbara Lennie — Los renglones torcidos de Dios - Marina Foïs — As bestas    |
| Millor actor secundari                                                                                | Millor actriu secundària                                                                                    |
| - Luis Zahera — As bestas - Fernando Tejero — Modelo 77 - Pedro Casablanc — El universo de Óliver     | - Susi Sánchez — Cinco lobitos - Ángela Cervantes — La maternal - Carmen Machi — Cerdita                    |
| Millor actor de repartiment                                                                           | Millor actriu de repartiment                                                                                |
| - Ramón Barea — Cinco lobitos - Manolo Solo — Girasoles silvestres - Unax Ugalde — La piel del tambor | - Adelfa Calvo — En los márgenes - Emma Suárez — La consagración de la primavera - Marie Colomb — As bestas |

### Televisió
| Millor actor protagonista                                                                      | Millor actriu protagonista |
| ---------------------------------------------------------------------------------------------- | --- |
| - Luis Callejo — Apagón - Álex García — El inmortal - Javier Cámara — Rapa                     | - Nathalie Poza — La unidad - Ana Rujas — Cardo - Mariona Terés — Las de la última fila                                                  |
| Millor actor secundari                                                                         | Millor actriu secundària |
| - Manolo Caro — Entrevías - Carlos Cuevas — Historias para no dormir - Ricardo Gómez — La ruta | - Beatriz Carvajal — Laura y el misterio del asesino inesperado - Carmen Ruiz — Amar es para siempre - Mamen Camacho — Servir y proteger |
| Millor actor de repartiment                                                                    | Millor actriu de repartiment |
| - Iñaki Miramón — Amar es para siempre - Arturo Querejeta — ¡García! - Luis Rallo — ¡García!   | - Yassmine Othman — La unidad - Anna Moliner — Els hereus de la terra - Elisabeth Larena — Intimidad                                     |

### Teatre
| Millor actor protagonista | Millor actriu protagonista |
| --- | --- |
| - Alberto Velasco — Sweet Dreams - Álex Villazán — Equus - Carlos Hipólito — Oceanía                                               | - Blanca Portillo — Silencio - Aitana Sánchez-Gijón — Malvivir - Marta Poveda — Malvivir                                          |
| Millor actor secundari | Millor actriu secundària |
| - Luis Bermejo — Los santos inocentes - Agustín Jiménez — Un Oscar para Óscar - Alberto Berzal — Los despiertos                    | - Zaira Montes — La casa de Bernarda Alba - Lucía Fuengallego — Titus Andrònic - Claudia Galán — Equus                            |
| Millor actor de repartiment | Millor actriu de repartiment |
| - Rafa Castejón — El burlador de Sevilla - Carlos Serrano-Clark — La mort d'un viatjant - Jorge Varandela — El burlador de Sevilla | - Verónica Ronda — Lo fingido verdadero - Carmen Mayordomo — Robots universales Rossum - Montse Peidro — La casa de Bernarda Alba |

### Revelació
| Millor actor revelació                                                                           | Millor actriu revelació                                                             |
| ------------------------------------------------------------------------------------------------ | ----------------------------------------------------------------------------------- |
| - Diego Anido — As bestas - Christian Checa — En los márgenes - Mikel Bustamante — Cinco lobitos | - Laura Galán — Cerdita - África de la Cruz — Las gentiles - Nakarey — El que sabem |

### Producció internacional
| Millor actor                                                                               | Millor actriu                                                              |
| ------------------------------------------------------------------------------------------ | -------------------------------------------------------------------------- |
| - Javier Bardem — Being the Ricardos - Abdelatif Hwidar — The Crown - Hugo Silva — Top Boy | - Ana de Armas — Blonde - Clara Lago — Limbo - Penélope Cruz — L'immensità |